# 325812 Zouchenglu
325812 Zouchenglu este o planetă minoră (asteroid) din centura de asteroizi. A fost descoperită pe 3 ianuarie 2008 la Xuyi County⁠(d) de Observatorul de pe Muntele Purpuriu⁠(d) și a fost numită după Chen-Lu Tsou⁠(d). 
Obiectul prezintă o orbită caracterizată de o semiaxă mare de 2,3696177923071 UAi, o excentricitate de 0,081691224892913, o înclinație de 5,7837679820524 ° în raport cu ecliptica.